# Série de Riemann
Ne doit pas être confondu avec Somme de Riemann.
Pour α un nombre complexe, on appelle série de Riemann la série suivante :
{\displaystyle S=\sum _{n\geqslant 1}{\frac {1}{n^{\alpha }}}}.
La série harmonique en est un cas particulier, pour α = 1 : {\displaystyle \sum _{n\geqslant 1}{\frac {1}{n}}=1+{\frac {1}{2}}+{\frac {1}{3}}+\cdots +{\frac {1}{n}}+\ldots }

## Convergence
La série de Riemann de paramètre complexe α converge absolument si Re(α) > 1, et diverge si Re(α) ≤ 1.
En effet :
- si Re(α) ≤ 0, la série est grossièrement divergente ;
- la preuve de la convergence absolue pour Re(α) > 1 peut se faire par comparaison série-intégrale avec l'intégrale impropre associée :
{\displaystyle \int _{1}^{+\infty }{\frac {\mathrm {d} t}{t^{\alpha }}}~;}
- celle de la divergence pour α ∈ ]0, 1] également ;
- si α = σ + it avec σ ∈ ]0, 1] et t réel non nul, il suffit d'affiner un peu la méthode.

## Valeurs particulières
On sait calculer explicitement la somme de la série de Riemann pour tout α entier pair supérieur ou égal à 2. Une observation assez frappante est que ces sommes sont toutes de la forme suivante, pour p entier naturel non nul :
{\displaystyle \sum _{n=1}^{+\infty }{1 \over n^{2\,p}}=r_{p}\,\pi ^{2\,p}}, où {\displaystyle r_{p}} est un nombre rationnel (voir Nombre de Bernoulli).
Par exemple{\displaystyle \sum _{n=1}^{+\infty }{1 \over n^{2}}={\frac {\pi ^{2}}{6}},\quad \sum _{n=1}^{+\infty }{1 \over n^{4}}={\frac {\pi ^{4}}{90}},\quad \sum _{n=1}^{+\infty }{1 \over n^{6}}={\frac {\pi ^{6}}{945}},\quad \sum _{n=1}^{+\infty }{1 \over n^{8}}={\frac {\pi ^{8}}{9450}}.}
En revanche, on ne sait rien concernant les valeurs prises pour α entier impair, hormis que pour α = 3, la somme, appelée constante d'Apéry, est irrationnelle (démontré par Roger Apéry en 1978).

## Fonction zêta de Riemann
La fonction zêta de Riemann ζ est définie sur le demi-plan des nombres complexes de partie réelle strictement supérieure à 1 par la série convergente :
Il s'agit d'une fonction holomorphe sur ce demi-plan.
Elle intervient dans l’étude de la répartition des nombres premiers dans le cadre de l’hypothèse de Riemann.

## Généralisations
- Les séries de Bertrand, de la forme{\displaystyle \sum {1 \over n^{\alpha }\,(\ln n)^{\beta }}.}
- Les séries de Dirichlet, de la forme{\displaystyle \sum {a_{n} \over n^{\alpha }}.}
- Les séries de Riemann multiples, de la forme {\displaystyle \sum _{n_{1},\cdots ,n_{k}>0}{\frac {1}{(n_{1}^{2}+n_{2}^{2}+\ldots +n_{k}^{2})^{\alpha /2}}},}Il y a convergence absolue si et seulement si Re(α) > k.